# Тирган
Тирга́н (рос. Тырган) — селище у складі Прокоп'євського округу Кемеровської області, Росія.

## Населення
Населення — 146 осіб (2010; 186 у 2002).
Національний склад (станом на 2002 рік):
- росіяни — 96 %